# Powiat Wittenberga
Powiat Wittenberga (niem. Landkreis Wittenberg) – powiat w niemieckim kraju związkowym Saksonia-Anhalt. Siedzibą powiatu jest miasto Wittenberga (Lutherstadt Wittenberg). Najbardziej na wschód położony powiat kraju związkowego.

## Podział administracyjny
Powiat Wittenberga składa się z:
- dziewięciu gmin miejskich (Stadt)

Gminy miejskie:
| Lp. | Nazwa gminy miejskiej                | Ludność (31.12.2009) | Powierzchnia km² |
| --- | ------------------------------------ | -------------------- | ---------------- |
| 1   | Annaburg                             | 3 533                | 224,19           |
| 2   | Bad Schmiedeberg                     | 9 162                | 159,99           |
| 3   | Coswig (Anhalt)                      | 13 476               | 295,73           |
| 4   | Gräfenhainichen                      | 7 550                | 158,90           |
| 5   | Jessen (Elster)                      | 14 360               | 351,94           |
| 6   | Kemberg                              | 11 111               | 235,11           |
| 7   | Oranienbaum-Wörlitz                  | 8 882                | 115,16           |
| 8   | Wittenberga (Lutherstadt Wittenberg) | 49 914               | 240,32           |
| 9   | Zahna-Elster                         | 10 153               | 174,47           |

## Zmiany terytorialne
- 15 października 1993
  - Przyłączenie gmin Reinsdorf, Pratau i Seegrehna do Wittenbergi
  - Przyłączenie gminy Klebitz do Zahny
- 1 stycznia 1999
  - Przyłączenie gmin Arnsdorf, Leipa i Ruhlsdorf do Jessen (Elster)

Rozwiązanie wspólnoty administracyjnej Jessen
- 16 lutego 2003
  - Przyłączenie gminy Purzien do Annaburga
- 1 lipca 2003
  - Przyłączenie gminy Rahnsdorf do Zahny
- 3 sierpnia 2003
  - Przyłączenie gminy Premsendorf do Annaburga
- 1 stycznia 2004
  - Przyłączenie gminy Löben do Annaburga
  - Przyłączenie gminy Zieko do Coswig (Anhalt)
- 1 marca 2004
  - Przyłączenie miasta Seyda do Jessen (Elster)
- 1 lipca 2004
  - Przyłączenie gminy Rade do Jessen (Elster)
- 1 stycznia 2005
  - Przyłączenie gmin Nudersdorf i Schmilkendorf do Wittenbergi
- 1 lipca 2005
  - Przyłączenie gminy Bergwitz do Kembergu
- 1 stycznia 2006
  - Przyłączenie gminy Ateritz do Kembergu
- 1 stycznia 2007
  - Przyłączenie gminy Dorna do Kembergu
  - Przyłączenie gminy Jüdenberg do Gräfenhainichen
- 1 stycznia 2008
  - Przyłączenie gminy Griebo do Wittenbergi
  - Przyłączenie gminy Wörpen do Coswig (Anhalt)
- 1 lipca 2008
  - Przyłączenie gminy Bülzig do Zahny
- 1 stycznia 2009
  - Przyłączenie gmin Abtsdorf Mochau do Wittenbergi
  - Przyłączenie gminy Globig-Bleddin do Kembergu
  - Przyłączenie gmin Buko, Cobbelsdorf, Köselitz, Senst i Serno do Coswig (Anhalt)
- 1 marca 2009
  - Przyłączenie gmin Düben i Klieken do Coswig (Anhalt)
- 1 lipca 2009
  - Przyłączenie gmin Hundeluft, Jeber-Bergfrieden, Möllensdorf i Ragösen do Coswig (Anhalt)
  - Przyłączenie miasta Pretzsch (Elbe) oraz gmin Korgau, Meuro, Priesitz, Schnellin, Söllichau i Trebitz do Bad Schmiedeberg

Rozwiązanie wspólnoty administracyjnej Kurregion Elbe-Heideland
- 1 stycznia 2010
  - Przyłączenie gmin Boßdorf, Kropstädt i Straach do miasta Wittenberga
  - Przyłączenie gminy Naundorf bei Seyda do Jessen (Elster)
  - Przyłączenie gmin Dabrun, Eutzsch, Rackith, Radis, Rotta, Schleesen, Selbitz, Uthausen i Wartenburg do miasta Kemberg

Rozwiązanie wspólnoty administracyjnej Kemberg
  - Przyłączenie gminy Bräsen i Stackelitz do miasta Coswig (Anhalt)
- 1 września 2010
  - Przyłączenie gminy Thießen do Coswig (Anhalt)

Rozwiązanie wspólnoty administracyjnej Coswig (Anhalt)
- 1 stycznia 2011
  - Połączenie miast Oranienbaum i Wörlitz oraz gmin Brandshorst, Gohrau, Griesen, Horstdorf, Kakau, Rehsen, Riesigk i Vockerode w Oranienbaum-Wörlitz

Rozwiązanie wspólnoty administracyjnej Wörlitzer Winkel
  - Przyłączenie gmin Klöden i Schützberg do miasta Jessen (Elster)
  - Połączenie miasta Zahna i gmin Dietrichsdorf, Elster (Elbe), Gadegast, Leetza, Listerfehrda, Mühlanger, Zemnick i Zörnigall w Zahna-Elster

Rozwiązanie wspólnoty administracyjnej Elbaue-Fläming
  - Przyłączenie miasta Prettin i gmin Axien, Bethau, Groß Naundorf, Labrun, Lebien i Plossig do Annaburga

Rozwiązanie wspólnoty administracyjnej Annaburg-Prettin
  - Przyłączenie gmin Möhlau, Schköna, Tornau i Zschornewitz do miasta Gräfenhainichen

Rozwiązanie wspólnoty administracyjnej Tor zur Dübener Heide
- 29 maja 2013
  - Mühlanger staje się ponownie samodzielną gminą
- 1 stycznia 2014
  - przyłączenie Mühlanger do Zahna-Elster